# Anchigyps
Anchigyps — вимерлий рід яструбів, що жив у пізньому міоцені.

## Поширення
Anchigyps voorhiesi відомий з формації Еш Холлоу в Небрасці.